# Karel Němec (režisér)
Karel Němec (* Olomouc) je český operní režisér.

## Životopis
Roku 1963 absolvoval na brněnské Janáčkově akademii múzických umění, kde studoval operní režii u profesora Miloše Wasserbauera. Následně odešel do zahraničí a v operním divadle v německém Lipsku pracoval jako asistent režie u profesora Joachima Herze. Během toho se zúčastňoval režijních seminářů v Komické opeře v Berlíně, které vedl profesor Walter Felsenstein. Po té režíroval opery v Německu, v Rakousku a ve Švýcarsku, kde byl jedenáct let hlavním režisérem v Lucernu.
V Salcburku prvně pro rakouské diváky a v Luzernu premiérově pro švýcarské diváky uvedl operu Zásnuby v klášteře od Sergeje Prokofjeva. Ve svých působištích prosazoval díla slovanských autorů. Uvedl tak Prodanou nevěstu od Bedřicha Smetany (v Darmstadtu a Lucernu), Rusalku Antonína Dvořáka (v Heidelbergu), dále v Mannheimu Lišku Bystroušku od Leoše Janáčka a v Regensburgu Její pastorkyni téhož autora. Ve švýcarské premiéře nastudoval Komedii na mostě od Bohuslava Martinů.
Po sametové revoluci v listopadu 1989 se vrátil zpět do Československa a usadil se v Olomouci. V pražské Státní opeře, kde hostuje, se v jeho režii od 28. listopadu 1993 uvádí představení opery Nabucco od Giuseppe Verdiho.